# Гейтогенез
Гейтогенез (грец. geiton — сусідній, суміжний та грец. genesis — походження, виникнення) — алогенні сукцессії однієї або декількох спільнот, які протікають під впливом зовнішніх факторів, не пов'язаних із загальними тенденціями розвитку ландшафту (локальні зовнішні впливи). Гейтогенез — компонента динаміки фітоценозу, як правило, антропогенного походження і може бути викликана як безпосереднім впливом на рослинність, так і впливом на середовище угруповань.
Якщо гейтогенез веде до падіння продуктивності та альфа-різноманітності, він носить назву ретрогрессії. Факторами ретрогрессії можуть бути випас, хімічні виділення заводів, радіація і т. д. Закономірності зміни складу співтовариства в ході ретрогрессії дзеркально відображають сукцесію формування еуклімаксу. Мірою стійкості спільноти до ретрогрессії вважається те навантаження фактора, при якому рослинність змінюється на 1 ПЗ (півзміна).